# Renato Micheroli
Renato Micheroli (* 18. November 1969 in Glarus) ist ein Schweizer Fussballspieler, -trainer und -funktionär.

## Werdegang
Seine Grosseltern wanderten 1917 aus dem norditalienischen Chiavenna ins Glarnerland ein.
Er hat erst mit zwölf Jahren Fussball beim FC Glarus zu spielen begonnen. Zwischenzeitlich spielte er auch für den FC Zug und den FC Zürich. Er gehörte als junger Spieler der NLB-Mannschaft des FC Glarus an, welche 1988 in der zweithöchsten Fussball-Liga der Schweiz spielte. In den 90er Jahren gehörte er zu den Stammspielern der 1. Liga Mannschaft des FC Glarus.
Den Grossteil seiner Karriere spielte er mit der Rückennummer 7.
2002 übernahm er das Präsidenten-Amt des FC Glarus. Dieses Amt hatte er bis September 2014 inne. Aufgrund seiner Verdienste rund um den FC Glarus erhielt er die Ehrenmitgliedschaft.
2009 übernahm er die F-Junioren-Mannschaft seines Sohnes als Trainer. Dieses Team begleitete er bis zum Sommer 2019 (bis zu den B-Junioren). Im Sommer 2019 wechselte sein Sohn als Torhüter in die erste Mannschaft des FC Glaus (3. Liga). Renato Micheroli blieb B-Junioren-Trainer der Coca-Cola-Junior-League Mannschaft des FC Glarus bis zum Sommer 2021. Als im Sommer 2021 ein neuer Trainer (Pascal Studer) das Trainer-Amt der 1. Mannschaft (3. Liga) des FC Glarus übernahm, wechselte Renato Micheroli als Assistenz-Trainer ins Team, in welchem auch sein Sohn Loris spielte. Das Trainer-Duo Studer/Micheroli bildete während einer Saison das Trainer-Gespann. Ab Sommer 2022 übernahm Alessandro Cescato das Trainer-Amt, womit Renato Micheroli seinen Posten als Assistenz-Trainer wieder abgab. Seither trainiert er keine Mannschaft mehr.
Beruflich ist Renato Micheroli Geschäftsstellenleiter einer Grossbank in Glarus im Rang eines Executive Directors.